# Condaminea glabrata
Espèce
Synonymes
- Macrocnemum glabratum Bartl. ex DC.[1]

Statut de conservation UICN

 VU D2 : Vulnérable
Condaminea glabrata est une espèce de plantes de la famille des Rubiaceae.

## Publication originale
- Prodromus Systematis Naturalis Regni Vegetabilis 4: 402. 1830.